# گابریل پنالبا
گابریل پنالبا (انگلیسی: Gabriel Peñalba؛ زادهٔ ۲۳ سپتامبر ۱۹۸۴) بازیکن سابق فوتبال اهل آرژانتین است که در باشگاه بلگرانو آرژانتین در پست هافبک میانی بازی کرد.